# Aulon (Haute-Garonne)
Pour les articles homonymes, voir Aulon.
Aulon (également Aulon en occitan) est une commune française située dans l'ouest du département de la Haute-Garonne, en région Occitanie. Sur le plan historique et culturel, la commune fait partie du pays de Comminges, correspondant à l’ancien comté de Comminges, circonscription de la province de Gascogne située sur les départements actuels du Gers, de la Haute-Garonne, des Hautes-Pyrénées et de l'Ariège.
Exposée à un climat océanique altéré, elle est drainée par la Louge, la Noue et par divers autres petits cours d'eau. La commune possède un patrimoine naturel remarquable :  un espace protégé (la réserve naturelle régionale d'Aulon) et deux zones naturelles d'intérêt écologique, faunistique et floristique.
Aulon est une commune rurale qui compte 313 habitants en 2022, après avoir connu un pic de population de 1 361 habitants en 1846. Elle fait partie de l'aire d'attraction de Saint-Gaudens. Ses habitants sont appelés les Aulonais ou  Aulonaises.
Le patrimoine architectural de la commune comprend un immeuble protégé au titre des monuments historiques : la maison Marty, inscrite en 1926.

## Géographie

### Localisation
La commune d'Aulon se trouve dans le département de la Haute-Garonne, en région Occitanie.
La commune est située dans le Comminges en Nébouzan, à 14 km au nord-est de Saint-Gaudens.
Elle se situe à 68 km à vol d'oiseau de Toulouse, préfecture du département, à 12 km de Saint-Gaudens, sous-préfecture, et à 22 km de Cazères, bureau centralisateur du canton de Cazères dont dépend la commune depuis 2015 pour les élections départementales.
La commune fait en outre partie du bassin de vie de Saint-Gaudens.
Les communes les plus proches sont : 
Peyrouzet (1,5 km), Saint-Élix-Séglan (2,8 km), Cazeneuve-Montaut (3,2 km), Latoue (3,7 km), Sepx (4,4 km), Cassagnabère-Tournas (4,7 km), Proupiary (4,9 km), Bouzin (5,2 km).
Sur le plan historique et culturel, Aulon fait partie du pays de Comminges, correspondant à l’ancien comté de Comminges, circonscription de la province de Gascogne située sur les départements actuels du Gers, de la Haute-Garonne, des Hautes-Pyrénées et de l'Ariège.
Les communes limitrophes sont  Cassagnabère-Tournas, Cazeneuve-Montaut, Latoue, Peyrouzet, Saint-Marcet, Saint-Élix-Séglan et Sepx.
|              | Cassagnabère-Tournas | Peyrouzet         |
| Saint-Marcet | Aulon                | Saint-Élix-Séglan |
| Latoue       | Sepx                 | Cazeneuve-Montaut |

### Géologie et relief
La superficie de la commune est de 1 490 hectares ; son altitude varie de 312  à   483 mètres.

### Hydrographie

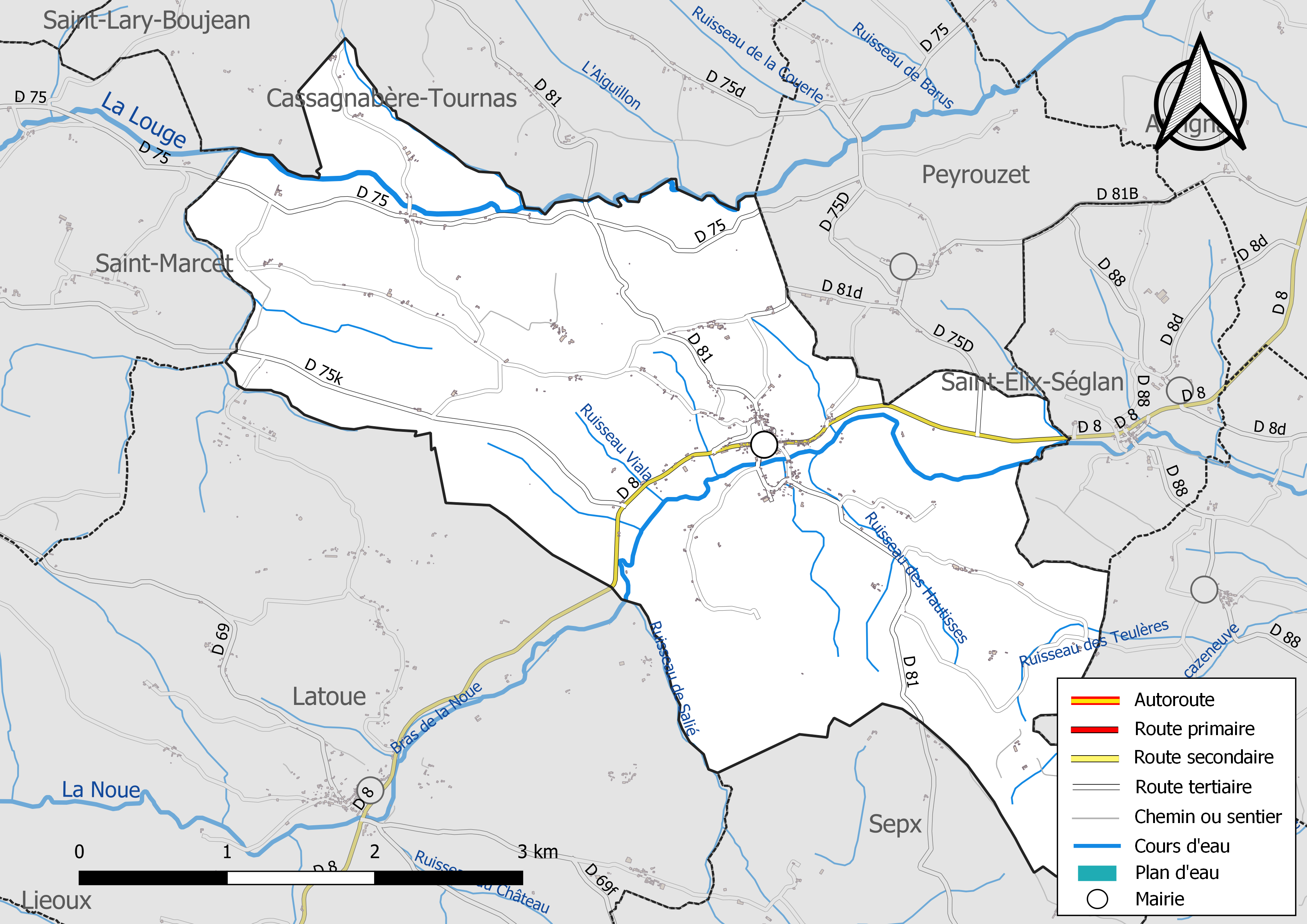
Réseaux hydrographique et routier d'Aulon.

La commune est dans le Bassin de la Garonne, au sein du bassin hydrographique Adour-Garonne. Elle est drainée par la Louge, la Noue, le ruisseau de Arribasse, le ruisseau de cazeneuve, le ruisseau de la Dendue, le ruisseau de Salié, le ruisseau des Hautisses, le ruisseau des Teulères, le ruisseau Viala et par divers petits cours d'eau, constituant un réseau hydrographique de 22 km de longueur totale,.
La Louge, d'une longueur totale de 100 km, prend sa source dans la commune de Villeneuve-Lécussan et s'écoule du sud-ouest vers le nord-est. Elle traverse la commune et se jette dans la Garonne à Muret, après avoir traversé 34 communes.
La Noue, d'une longueur totale de 44,2 km, prend sa source dans la commune de Franquevielle et s'écoule d'ouest en est. Il traverse la commune et se jette dans la Garonne à Mancioux, après avoir traversé 17 communes.

### Climat
Pour des articles plus généraux, voir Climat de l'Occitanie et Climat de la Haute-Garonne.
En 2010, le climat de la commune est de type climat océanique altéré, selon une étude s'appuyant sur une série de données couvrant la période 1971-2000. En 2020, Météo-France publie une typologie des climats de la France métropolitaine dans laquelle la commune est dans une zone de transition entre le climat océanique altéré et le climat de montagne ou de marges de montagne et est dans la région climatique Pyrénées centrales, caractérisée par une pluviométrie annuelle de 1 000 à 1 200 mm.
Pour la période 1971-2000, la température annuelle moyenne est de 12,5 °C, avec une amplitude thermique annuelle de 15 °C. Le cumul annuel moyen de précipitations est de 893 mm, avec 9,4 jours de précipitations en janvier et 6,7 jours en juillet. Pour la période 1991-2020, la température moyenne annuelle observée sur la station météorologique la plus proche, située sur la commune de Clarac à 19 km à vol d'oiseau, est de 12,5 °C et le cumul annuel moyen de précipitations est de 804,9 mm,. Pour l'avenir, les paramètres climatiques de la commune estimés pour 2050 selon différents scénarios d’émission de gaz à effet de serre sont consultables sur un site dédié publié par Météo-France en novembre 2022.

### Milieux naturels et biodiversité

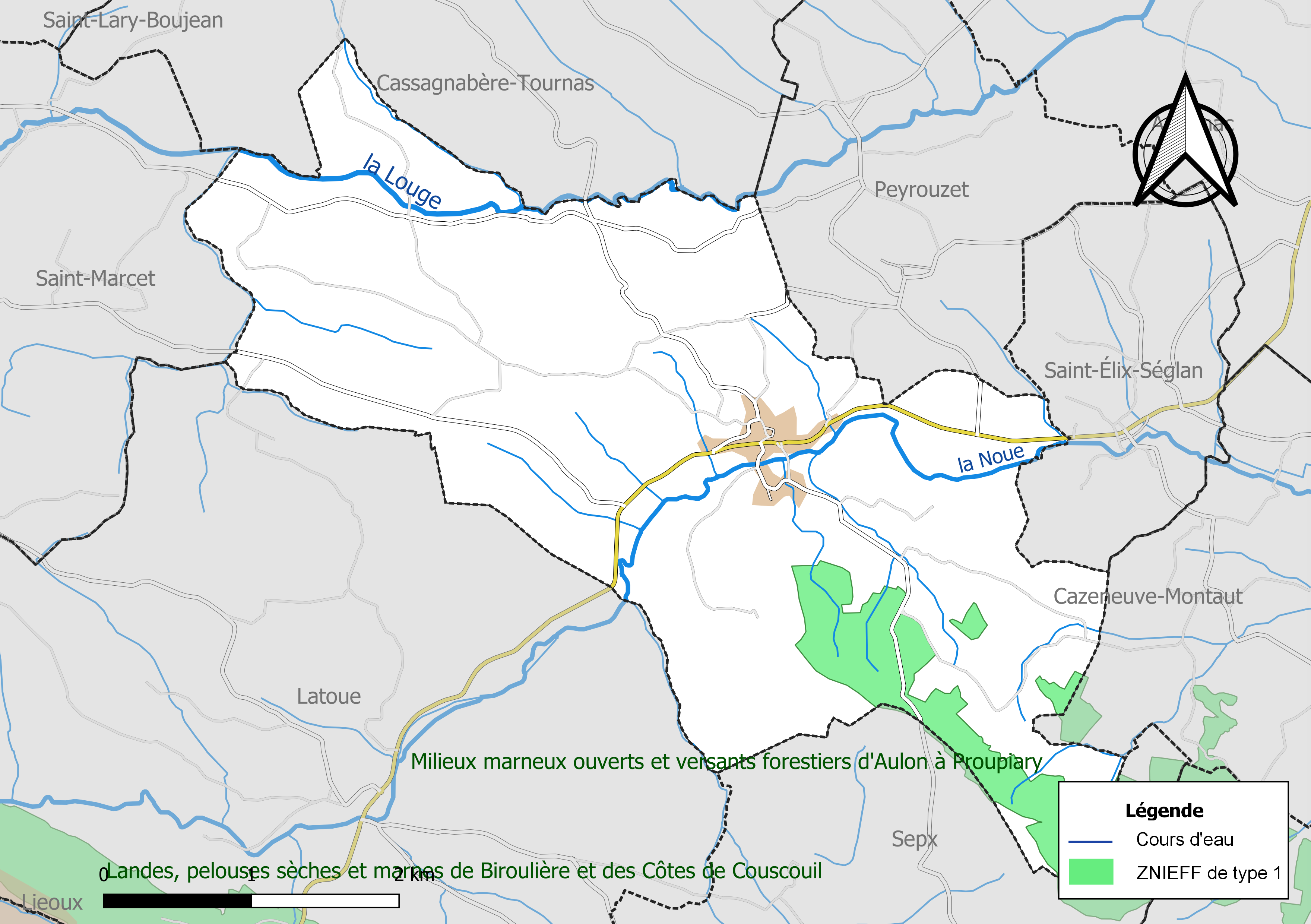
Carte de la ZNIEFF de type 1 localisée sur la commune.

L’inventaire des zones naturelles d'intérêt écologique, faunistique et floristique (ZNIEFF) a pour objectif de réaliser une couverture des zones les plus intéressantes sur le plan écologique, essentiellement dans la perspective d’améliorer la connaissance du patrimoine naturel national et de fournir aux différents décideurs un outil d’aide à la prise en compte de l’environnement dans l’aménagement du territoire.
Une ZNIEFF de type 1 est recensée sur la commune :
les « milieux marneux ouverts et versants forestiers d'Aulon à Proupiary » (220 ha), couvrant 4 communes du département et une ZNIEFF de type 2, : 
les « affleurements calcaréo-marneux des coteaux du Saint-Gaudinois » (4 492 ha), couvrant 14 communes du département.

## Urbanisme

### Typologie
Au 1er janvier 2024, Aulon est catégorisée commune rurale à habitat très dispersé, selon la nouvelle grille communale de densité à sept niveaux définie par l'Insee en 2022.
Elle est située hors unité urbaine. Par ailleurs la commune fait partie de l'aire d'attraction de Saint-Gaudens, dont elle est une commune de la couronne,. Cette aire, qui regroupe 85 communes, est catégorisée dans les aires de moins de 50 000 habitants,.

### Occupation des sols

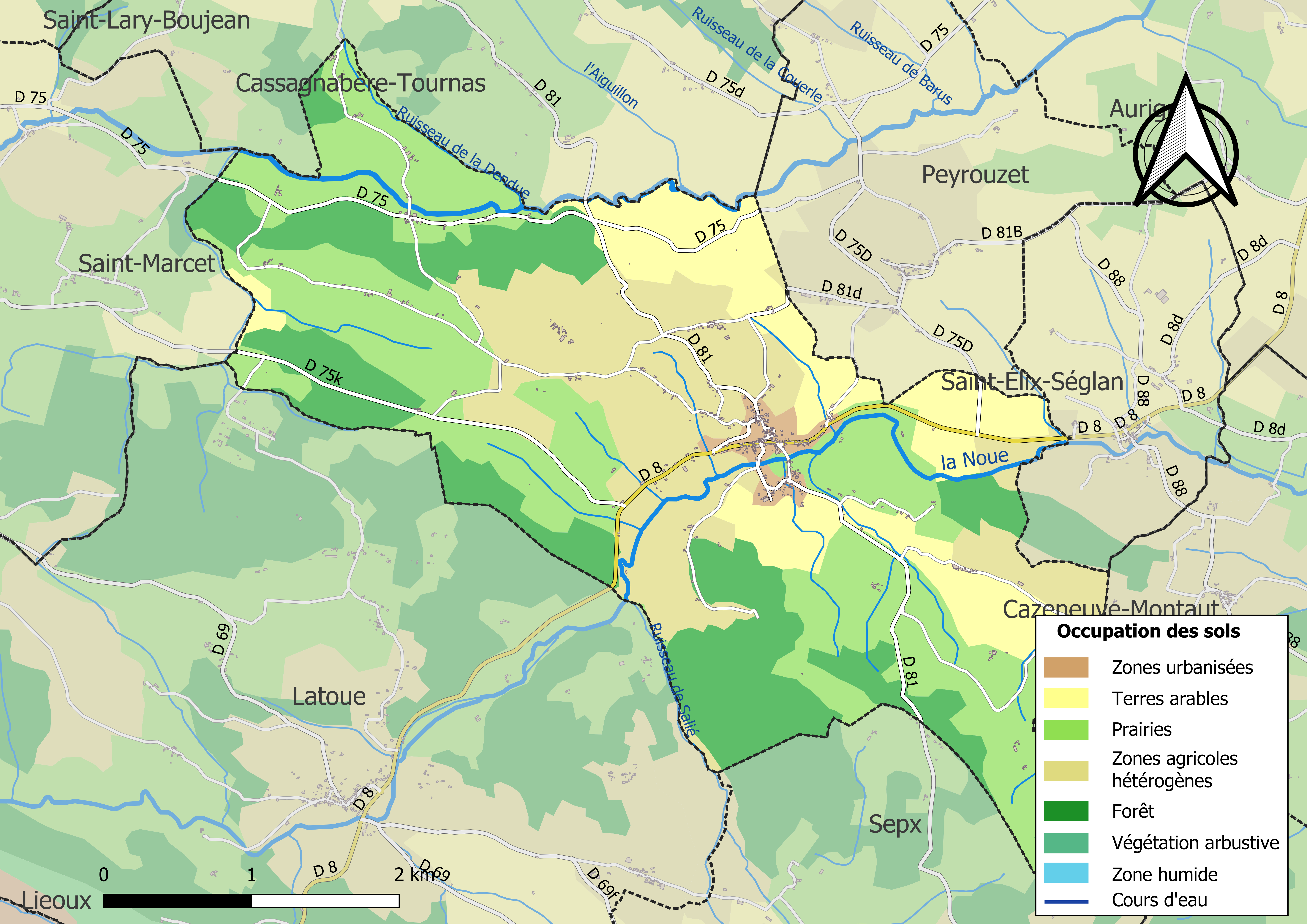
Carte des infrastructures et de l'occupation des sols de la commune en 2018 (CLC).

L'occupation des sols de la commune, telle qu'elle ressort de la base de données européenne d’occupation biophysique des sols Corine Land Cover (CLC), est marquée par l'importance des territoires agricoles (75 % en 2018), une proportion identique à celle de 1990 (75 %). La répartition détaillée en 2018 est la suivante : 
prairies (37,3 %), forêts (23,2 %), zones agricoles hétérogènes (22,1 %), terres arables (15,7 %), zones urbanisées (1,8 %). L'évolution de l’occupation des sols de la commune et de ses infrastructures peut être observée sur les différentes représentations cartographiques du territoire : la carte de Cassini (XVIIIe siècle), la carte d'état-major (1820-1866) et les cartes ou photos aériennes de l'IGN pour la période actuelle (1950 à aujourd'hui).

### Voies de communication et transports
Accès avec le réseau Arc-en-ciel de Haute-Garonne.

### Risques majeurs
Le territoire de la commune d'Aulon est vulnérable à différents aléas naturels : météorologiques (tempête, orage, neige, grand froid, canicule ou sécheresse), inondations et séisme (sismicité modérée). Un site publié par le BRGM permet d'évaluer simplement et rapidement les risques d'un bien localisé soit par son adresse soit par le numéro de sa parcelle.
Certaines parties du territoire communal sont susceptibles d’être affectées par le risque d’inondation par débordement de cours d'eau, notamment le Noue. La commune a été reconnue en état de catastrophe naturelle au titre des dommages causés par les inondations et coulées de boue survenues en 1982, 1996, 1999, 2000, 2009, 2018 et 2022,.

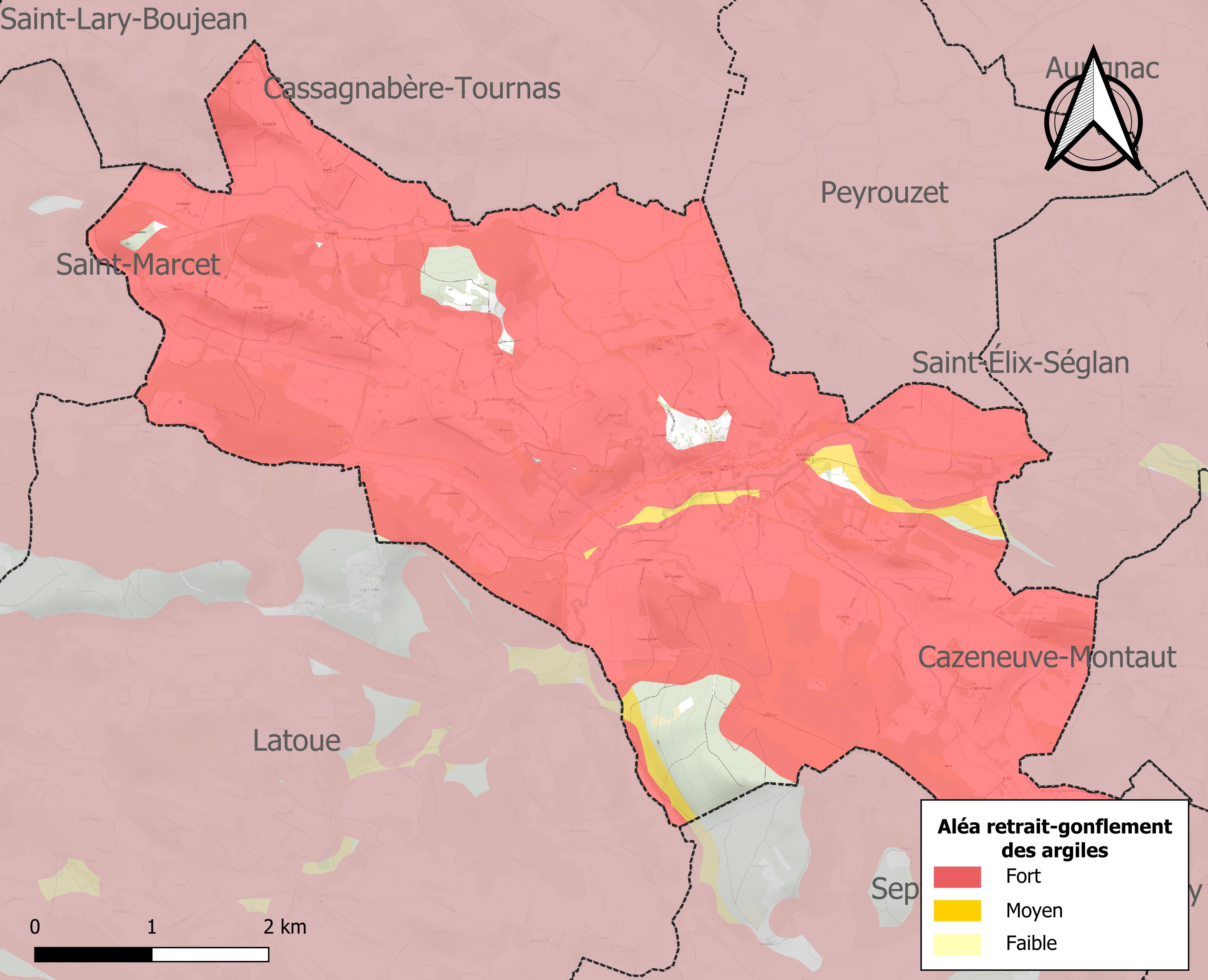
Carte des zones d'aléa retrait-gonflement des sols argileux d'Aulon.

Le retrait-gonflement des sols argileux est susceptible d'engendrer des dommages importants aux bâtiments en cas d’alternance de périodes de sécheresse et de pluie. 94,8 % de la superficie communale est en aléa moyen ou fort (88,8 % au niveau départemental et 48,5 % au niveau national). Sur les 233 bâtiments dénombrés sur la commune en 2019, 213 sont en aléa moyen ou fort, soit 91 %, à comparer aux 98 % au niveau départemental et 54 % au niveau national. Une cartographie de l'exposition du territoire national au retrait gonflement des sols argileux est disponible sur le site du BRGM,.
Par ailleurs, afin de mieux appréhender le risque d’affaissement de terrain, l'inventaire national des cavités souterraines permet de localiser celles situées sur la commune.
Concernant les mouvements de terrains, la commune a été reconnue en état de catastrophe naturelle au titre des dommages causés par la sécheresse en 1989, 1993, 2003 et 2012 et par des mouvements de terrain en 1999.

## Histoire
Des outils retrouvés au lieu-dit Vidalle attestent une occupation préhistorique du territoire, tandis que plusieurs vestiges montrent une présence humaine à l'époque gallo-romaine, ainsi qu'une christianisation précoce. Au XIe siècle, le chapitre collégial de Saint-Gaudens cède l'église Sainte-Marie à l'abbaye de Pessan (Gers). Les moines restaurent alors l'édifice et construisent un prieuré. Les seigneurs d'Aulon sont remplacés au XIIIe siècle par la famille de Benque, la dernière à résider au château féodal. Les comtes de Foix lui succèdent ensuite en 1258.
Siège principal du Nébouzan de 1345 à 1363, Aulon est déchu au profit de Cassagnabère lorsque le seigneur de Ramefort, Arnaud-Ramond d'Espagne, récupère la châtellenie. Devenu propriétaire du territoire en 1593, Pierre de Sarrecave doit affronter comme ses prédécesseurs les revendications des consuls, qui obtiennent en 1623 une extension de leurs pouvoirs administratifs et judiciaires. Aux XVIIe et XVIIIe siècles, ils défendent avec vigueur leurs droits face aux différents seigneurs. Pendant la Révolution, ils réclament enfin le titre de chef-lieu de canton, puis refusent la nomination de Cassagnabère-Tournas comme centre de vote. Les citoyens actifs de la commune se rendent finalement à Aurignac. Les cléricaux et les révolutionnaires s'affrontent. Les biens nobles sont vendus aux enchères, notamment ceux du dernier baron Joseph de Médidier. Lorsqu'il devient maire d'Aurignac en 1801, il réclame une indemnisation.
L'activité est essentiellement agricole au XIXe siècle et l'émigration affaiblit la population. L'exploitation de gaz naturel change les données économiques après la Seconde Guerre mondiale.

## Politique et administration

### Administration municipale
Le nombre d'habitants au recensement de 2017 étant compris entre 100 et 499, le nombre de membres du conseil municipal pour l'élection de 2020 est de onze,.

### Rattachements administratifs et électoraux
Commune faisant partie de la huitième circonscription de la Haute-Garonne, de la communauté de communes Cœur et Coteaux de Comminges et du canton de Cazères (avant le redécoupage départemental de 2014, Aulon faisait partie de l'ex-canton d'Aurignac et avant le 1er janvier 2017, de la communauté de communes des Terres d'Aurignac).

## Population et société

### Démographie
L'évolution du nombre d'habitants est connue à travers les recensements de la population effectués dans la commune depuis 1793. Pour les communes de moins de 10 000 habitants, une enquête de recensement portant sur toute la population est réalisée tous les cinq ans, les populations de référence des années intermédiaires étant quant à elles estimées par interpolation ou extrapolation. Pour la commune, le premier recensement exhaustif entrant dans le cadre du nouveau dispositif a été réalisé en 2005.

En 2022, la commune comptait 313 habitants, en évolution de +0,32 % par rapport à 2016 (Haute-Garonne : +8,02 %, France hors Mayotte : +2,11 %).
| 1793 | 1800 | 1806  | 1821  | 1831  | 1836  | 1841  | 1846  | 1851  |
| ---- | ---- | ----- | ----- | ----- | ----- | ----- | ----- | ----- |
| 973  | 800  | 1 011 | 1 072 | 1 268 | 1 332 | 1 341 | 1 361 | 1 293 |

| 1856  | 1861  | 1866  | 1872  | 1876 | 1881 | 1886 | 1891 | 1896 |
| ----- | ----- | ----- | ----- | ---- | ---- | ---- | ---- | ---- |
| 1 200 | 1 189 | 1 088 | 1 074 | 939  | 858  | 907  | 928  | 855  |

| 1901 | 1906 | 1911 | 1921 | 1926 | 1931 | 1936 | 1946 | 1954 |
| ---- | ---- | ---- | ---- | ---- | ---- | ---- | ---- | ---- |
| 822  | 803  | 806  | 636  | 664  | 704  | 706  | 759  | 727  |

| 1962 | 1968 | 1975 | 1982 | 1990 | 1999 | 2005 | 2006 | 2010 |
| ---- | ---- | ---- | ---- | ---- | ---- | ---- | ---- | ---- |
| 699  | 505  | 488  | 466  | 434  | 347  | 348  | 349  | 360  |

| 2015 | 2020 | 2022 | - | - | - | - | - | - |
| ---- | ---- | ---- | - | - | - | - | - | - |
| 317  | 311  | 313  | - | - | - | - | - | - |

| selon la population municipale des années : | 1968 | 1975 | 1982 | 1990 | 1999 | 2006 | 2009 | 2013 |
| Rang de la commune dans le département      | 124  | 185  | 182  | 213  | 249  | 280  | 286  | 298  |
| Nombre de communes du département           | 592  | 582  | 586  | 588  | 588  | 588  | 589  | 589  |

### Enseignement
Aulon fait partie de l'académie de Toulouse.

## Économie

### Revenus
En 2018  (données Insee publiées en septembre 2021), la commune compte 157 ménages fiscaux, regroupant 319 personnes. La médiane du revenu disponible par unité de consommation est de 18 990 € (23 140 € dans le département).

### Emploi
|                | 2008  | 2013  | 2018  |
| -------------- | ----- | ----- | ----- |
| Commune        | 6,7 % | 9,1 % | 9,1 % |
| Département    | 7,7 % | 9,6 % | 9,3 % |
| France entière | 8,3 % | 10 %  | 10 %  |

En 2018, la population âgée de 15 à 64 ans s'élève à 163 personnes, parmi lesquelles on compte 75 % d'actifs (65,9 % ayant un emploi et 9,1 % de chômeurs) et 25 % d'inactifs,. Depuis 2008, le taux de chômage communal (au sens du recensement) des 15-64 ans est inférieur à celui de la France et du département.
La commune fait partie de la couronne de l'aire d'attraction de Saint-Gaudens, du fait qu'au moins 15 % des actifs travaillent dans le pôle,. Elle compte 24 emplois en 2018, contre 36 en 2013 et 27 en 2008. Le nombre d'actifs ayant un emploi résidant dans la commune est de 109, soit un indicateur de concentration d'emploi de 22 % et un taux d'activité parmi les 15 ans ou plus de 45,1 %.
Sur ces 109 actifs de 15 ans ou plus ayant un emploi, 15 travaillent dans la commune, soit 14 % des habitants. Pour se rendre au travail, 86,2 % des habitants utilisent un véhicule personnel ou de fonction à quatre roues, 5,5 % les transports en commun, 2,8 % s'y rendent en deux-roues, à vélo ou à pied et 5,5 % n'ont pas besoin de transport (travail au domicile).

### Activités hors agriculture
17 établissements sont implantés  à Aulon au 31 décembre 2019.
Le secteur des activités spécialisées, scientifiques et techniques et des activités de services administratifs et de soutien est prépondérant sur la commune puisqu'il représente 23,5 % du nombre total d'établissements de la commune (4 sur les 17 entreprises implantées  à Aulon), contre 19,8 % au niveau départemental.

### Agriculture
La commune est dans les « Coteaux de Gascogne », une petite région agricole occupant une partie ouest du département de la Haute-Garonne, constitué d'un relief de cuestas et de vallées peu profondes, creusés par les rivières issues du massif pyrénéen, avec une activité de polyculture et d’élevage. En 2020, l'orientation technico-économique de l'agriculture  sur la commune est la polyculture et/ou le polyélevage.
|               | 1988  | 2000 | 2010 | 2020 |
| ------------- | ----- | ---- | ---- | ---- |
| Exploitations | 29    | 25   | 13   | 10   |
| SAU (ha)      | 1 063 | 661  | 402  | 610  |

Le nombre d'exploitations agricoles en activité et ayant leur siège dans la commune est passé de 29 lors du recensement agricole de 1988  à 25 en 2000 puis à 13 en 2010 et enfin à 10 en 2020, soit une baisse de 66 % en 32 ans. Le même mouvement est observé à l'échelle du département qui a perdu pendant cette période 57 % de ses exploitations,. La surface agricole utilisée sur la commune a également diminué, passant de 1 063 ha en 1988 à 610 ha en 2020. Parallèlement la surface agricole utilisée moyenne par exploitation a augmenté, passant de 37 à 61 ha.

## Culture locale et patrimoine

### Lieux et monuments
- Église Notre-Dame du XIe et XIIe siècles et du XIVe et XVIe siècles inscrite aux Monuments historiques en 1926[42],[43],[44].
- Fontaine-lavoir de 1842 : fontaine du XVIe siècle. Un lavoir est aménagé au XIXe siècle, abrité par une charpente couverte de tuiles canal qui repose sur 6 piliers cylindriques. Aujourd’hui les fleurs ont envahi les lieux.

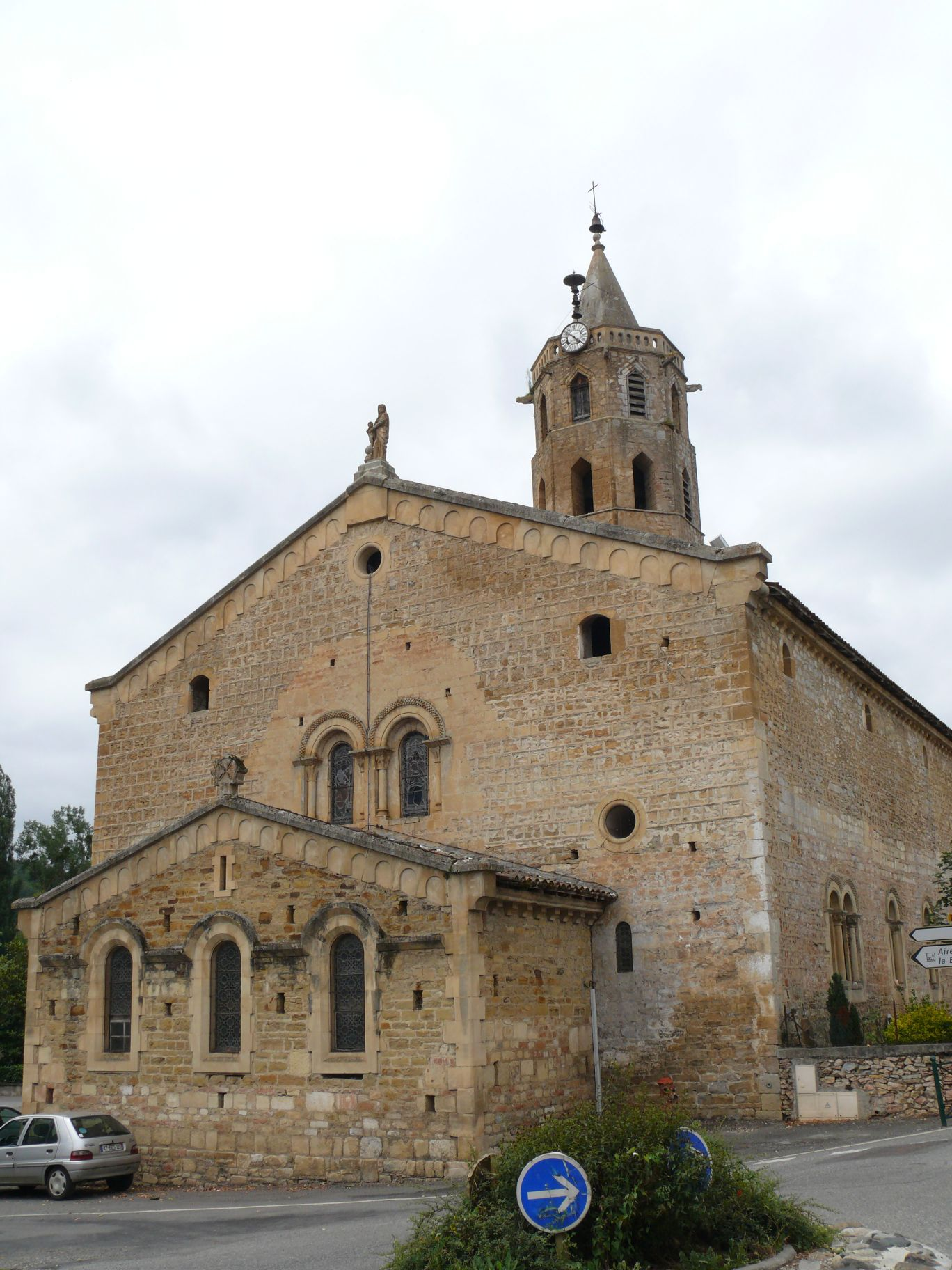
Église Notre-Dame d'Aulon. Vue sur l'extérieur de la sacristie.
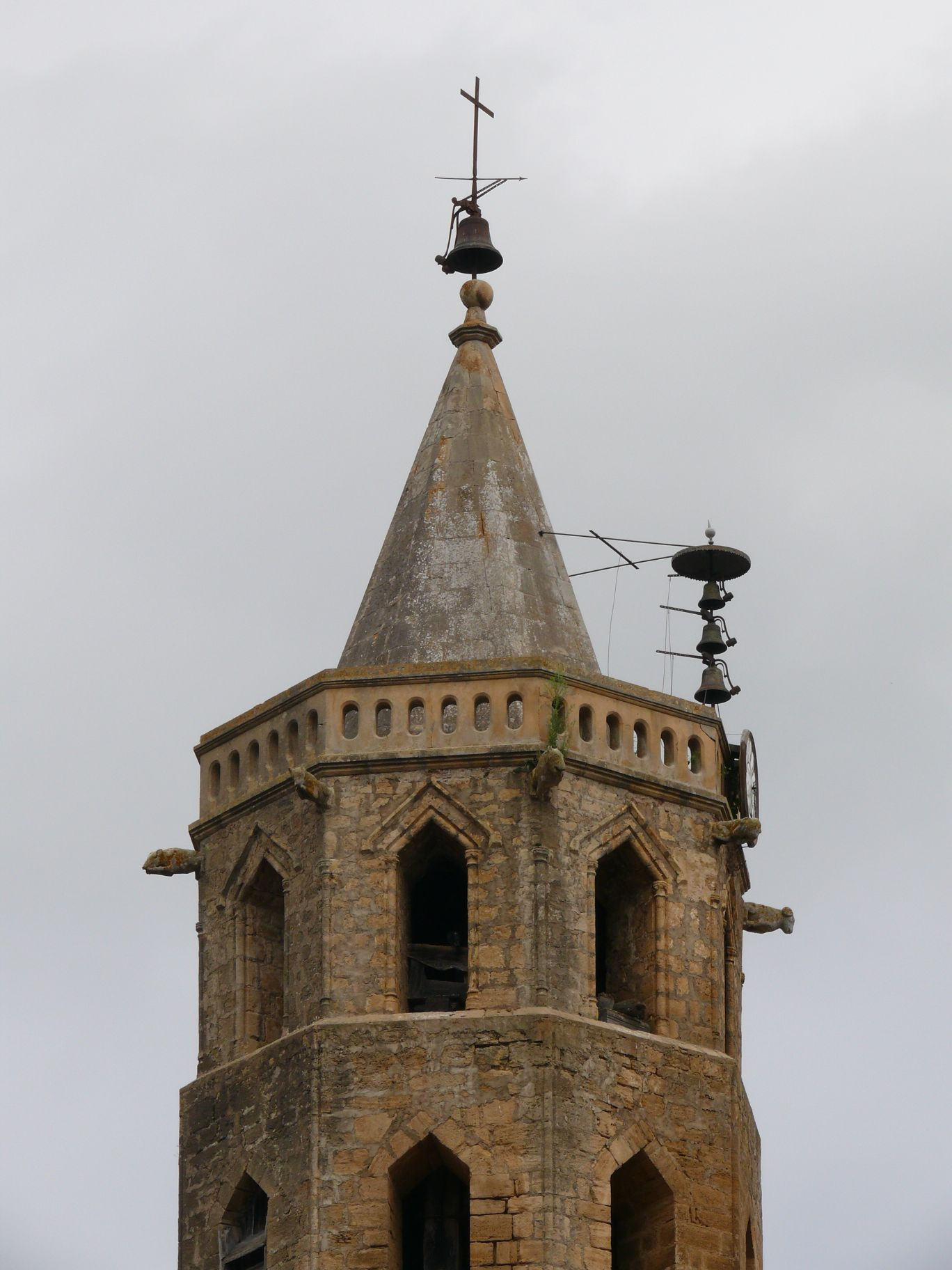
Le clocher.
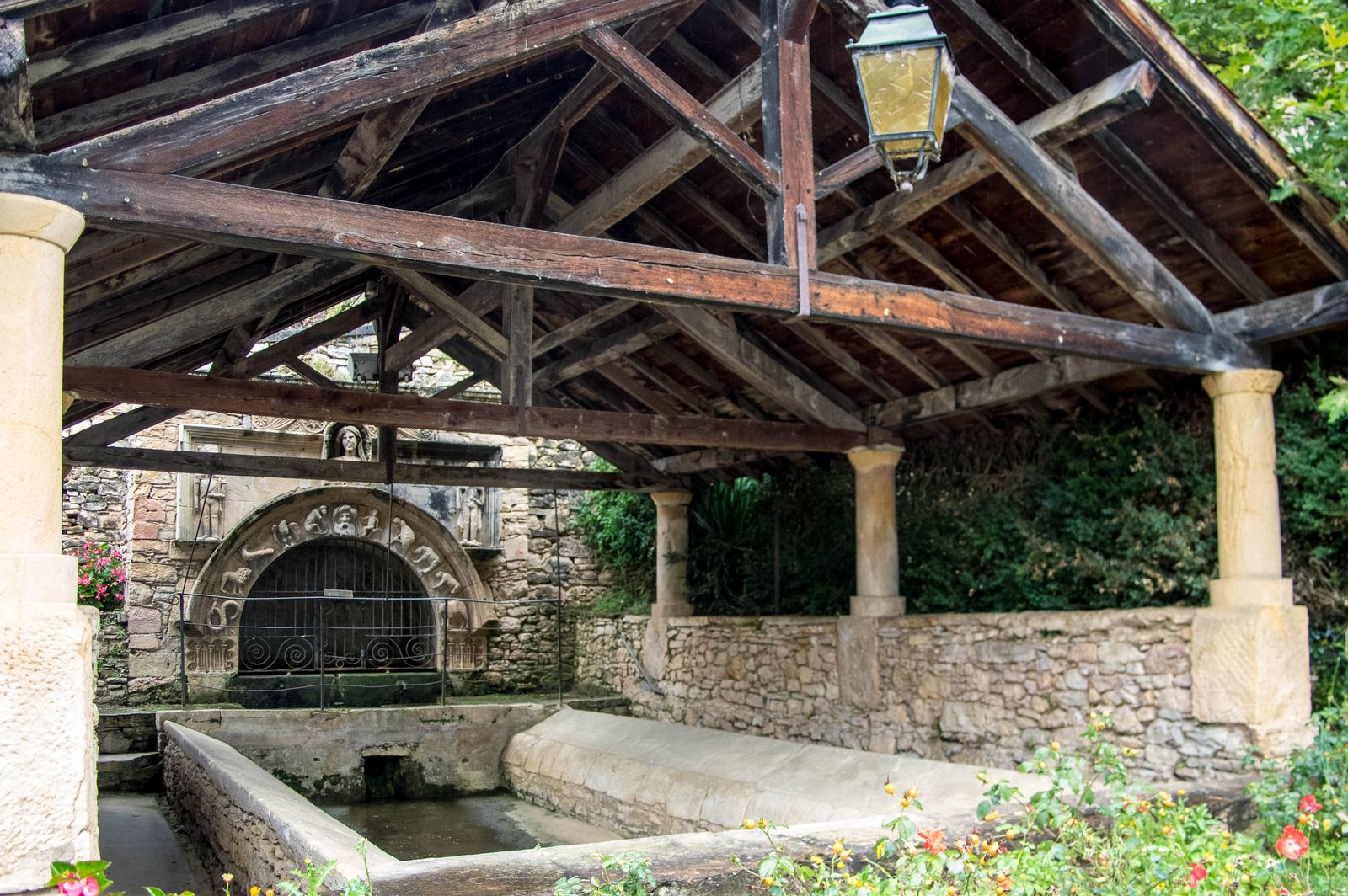
Fontaine-lavoir.
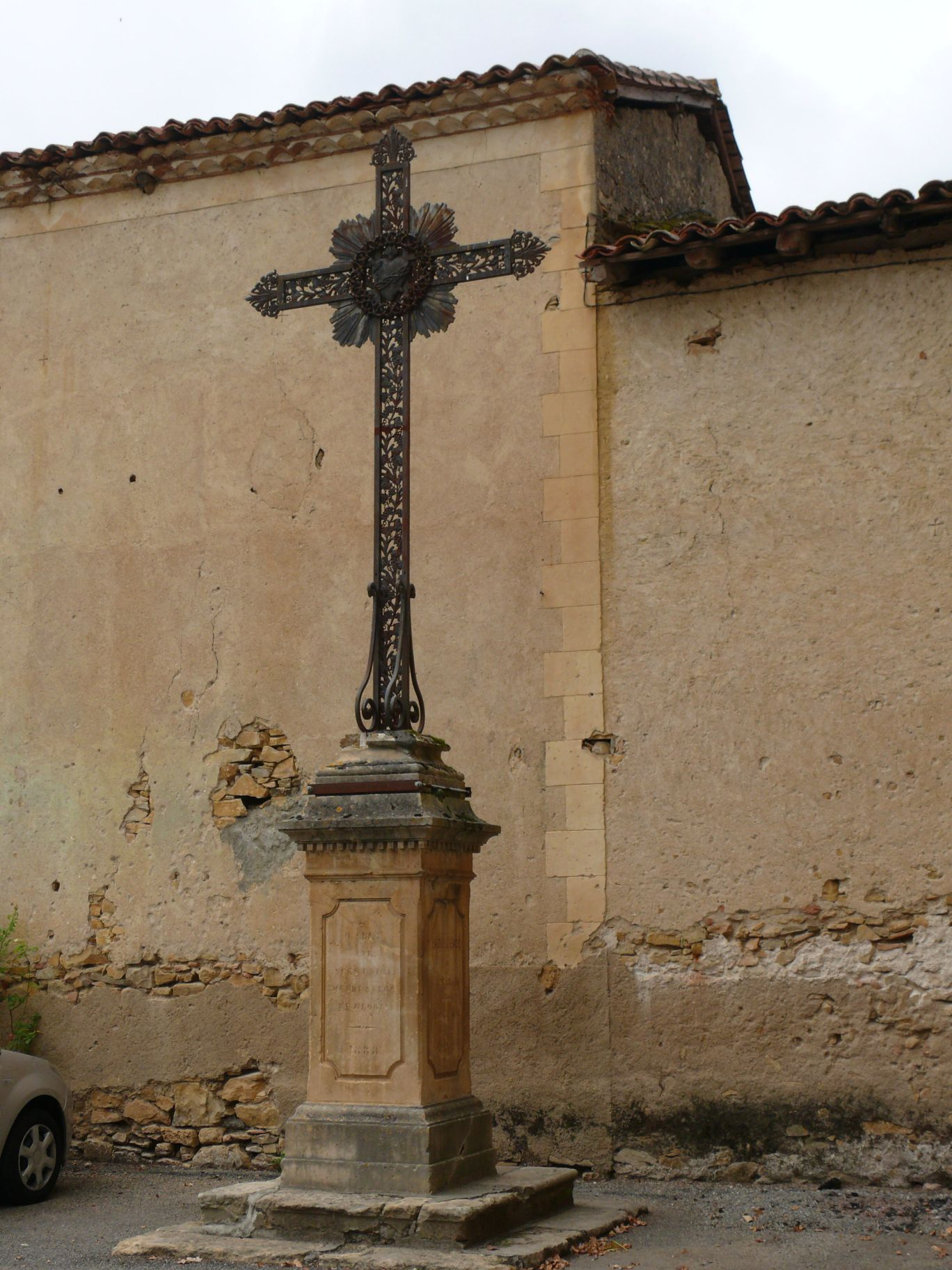
Croix d'un souvenir de mission placée devant l'église.
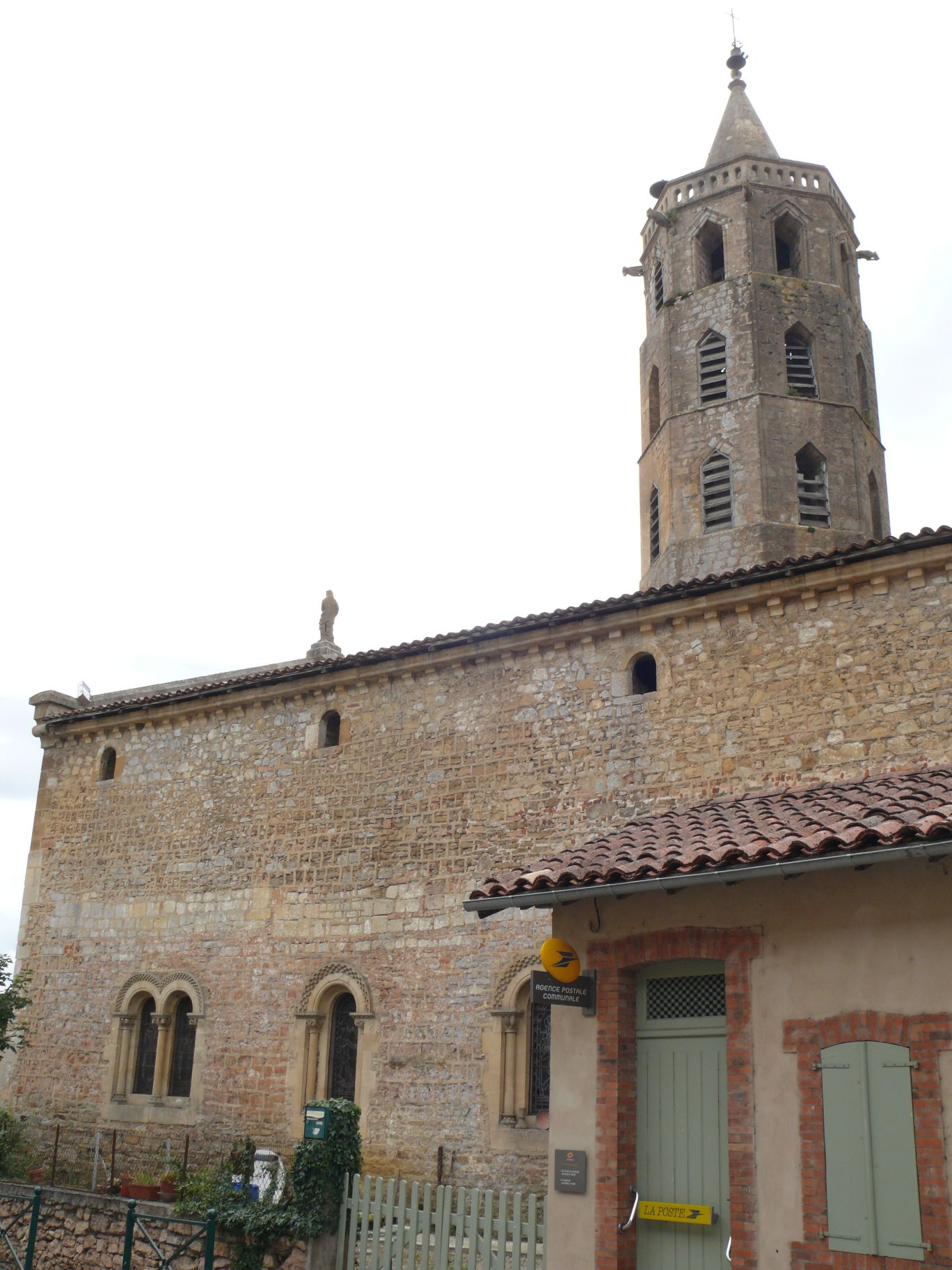
L'agence postale située à côté de l'église.

En 1842, la fontaine est finement décorée de hauts-reliefs avec un arc en plein cintre, dont la voussure est sculptée de 10 animaux fantastiques, elle repose sur un pied-droit ciselé. Un entablement surmonte l’ouverture, il est sculpté, au centre, dans une niche, d’une Marianne à la coiffure abondante, plus vraie que nature, encadrée de deux figurines napoléoniennes.
La fontaine publique a une situation exceptionnelle au point central de la commune, près de l’église.
Elle arrête le regard des voyageurs « considérant les nombreuses sculptures sur pierre dues au ciseau d’un compatriote portant sur des sujets aussi originaux que variés qui ornent le frontispice de la fontaine ».
Nostalgie de la part du sculpteur de la période qui a laissé des traces dans le canton et ses environs ? Il a immortalisé dans la belle pierre de Séglan, toute une imagerie populaire à la manière des artisans du Moyen Âge.
Quand le lavoir fut couvert, un fronton triangulaire, disparu aujourd'hui et portant la devise de la République, fut maçonné en façade et surmonté d’un buste de Marianne, la place de la fontaine devint alors place de la République.
Les délibérations de la fin du XIXe siècle témoignent de l’importance du bâtiment : nomination d’un « appariteur fontainier », vente des boues et immondices après curage, pour un maintien constant de propreté.
- Gisement de gaz naturel de Saint-Marcet.

### Personnalités liées à la commune
- Jean d'Aulon
- Lucien Labatut
- Joseph Danos (1896-1965), officier et résistant, est né à Aulon.